# Jens Weidmann
Pour les articles homonymes, voir Weidmann.
Jens Weidmann, né le 20 avril 1968 à Solingen, est un économiste allemand, président de la Banque fédérale d'Allemagne de 2011 à 2021.

## Biographie
Après l'obtention de son baccalauréat en 1987, Jens Weidmann part étudier l'économie en France à l'université d'Aix-en-Provence, puis à Paris, et finit ses études supérieures à l'université rhénane Frédéric-Guillaume de Bonn. Il effectue ses stages de fin d'études à la banque de France sous la direction de Jérôme Henry, et puis à la Banque centrale du Rwanda. En 1997, il décroche son doctorat en sciences économiques à l'université de Bonn.
De 1997 à 1999, Jens Weidmann travaille 2 ans au FMI. De 1999 à 2003, il est secrétaire général du Conseil allemand des experts économiques. Il rejoint finalement la Bundesbank en 2003 au poste de directeur du département d'analyse de la politique monétaire,,.
En février 2006, Jens Weidmann est nommé chef de la section IV (politique économique et financière) à la Chancellerie fédérale par Angela Merkel. À ce titre, il est le négociateur en chef de son pays pour les deux sommets du G8 et du G20, en 2007,. Il agit également dans le sauvetage d'Opel, la recapitalisation d'EADS, la recapitalisation de la Grèce. Dans l'épisode EADS, il s'oppose au rachat de la division automobile par l'État allemand, préférant la solution d'un consortium de banques et entreprises privées. Il intervient également dans le sauvetage des banques allemandes en 2008 qui mène à une quasi-nationalisation d'Hypo Real Estate et de la Commerzbank.
En février 2011, Angela Merkel nomme Jens Weidmann à la tête de la Bundesbank, succédant ainsi à Axel Weber, et le retirant de facto de la course pour la présidence de la Banque centrale européenne,. En avril 2019, le mandat de Weidmann à la tête de la Bundesbank est renouvelé pour huit ans par le président de la République Fédérale d'Allemagne.
À ce poste, il défend, tout comme ses prédécesseurs, la conception conservatrice de la Bundesbank en matière de politique monétaire, estimant qu’une banque centrale doit être indépendante, peu interventionniste et avant tout soucieuse de la stabilité des prix.
Il fait notamment obstacle aux eurobonds, qui visaient à une mutualisation de la dette européenne, à l'idée que la Banque centrale européenne (BCE) rachète la dette des pays en crise de la zone euro et s'oppose également à tout assouplissement des « plans de consolidation budgétaire ». Il se montre critique à l'égard de la France, jugeant ses dépenses publiques trop importantes et lui recommandant d'adopter des réformes économiques sur le modèle de l'Allemagne.
Il annonce le 20 octobre 2021 qu'il quittera son poste de président de la Bundesbank d'ici la fin 2021, sur fond de désaccords quant à la politique monétaire européenne.

## Autres mandats

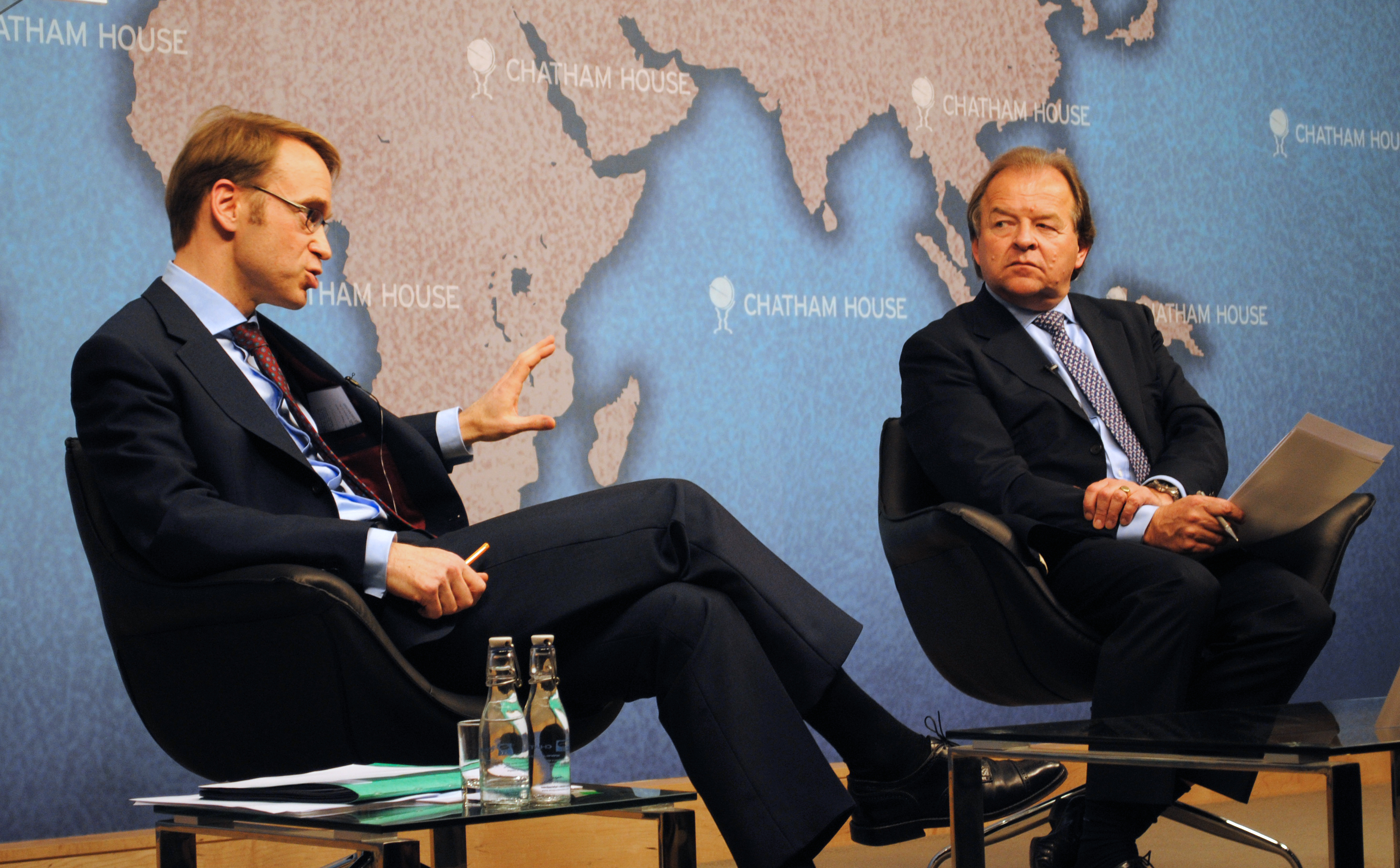
Jens Weidmann et Stuart Popham au Chatham House, en 2012.

- Membre du conseil des gouverneurs de la Banque centrale européenne[1]
- Gouverneur du Fonds monétaire international[1]
- Membre du conseil d'administration de la Banque des règlements internationaux[1]
- Membre de l'assemblée plénière et du comité de pilotage, président du Standing Committee on Budget and Resources du Conseil de stabilité financière (FSB)[1]
- Membre du conseil d'administration du Comité européen du risque systémique (CERS)[1]

## Prix et récompenses
- Diplôme HEC d'honneur[11]